# Ozarba hemipolia
Ozarba hemipolia là một loài bướm đêm trong họ Noctuidae.